# Хаджи-Айюб (кадий)
Хаджи-Айюб также Гаджи-Айгун, Айгуб-Гаджи (кадий в 1730-е — 1766) — кадий Акуша-Дарго, шейх, участник антииранской войны против Надир-шаха. Кадий города Шемаха при Сурхай-хане.

## Биография
Предполагается, что Хаджи-Айюба назвали в честь прадеда Айгуба, главенствовавшем в Акуша-Дарго в начале XVII века.
Предшествовавшим Хаджи-Айюбу был кадий Аслубакар.
При властвовании Казикумухского хана Сурхая в городе Шемаха Хаджи-Айюб был назначен кадием города.
Во время первого дагестанского похода Надир-шаха в Дагестан дагестанские владельцы были разобщены, из-за чего Сурхай-хану Казикумухскому пришлось в одиночку противодействовать шаху. В итоге Сурхай проиграл, отступив в Аварию, а шах занял Кумух. На случай, если шах продолжит наступление в Дагестане, Хаджи-Айюб вёл переписку с гидатлинским кадием Мухаммадом-хаджи, предлагая ему объединить силы для обороны в цудахарском ущелье. Однако шах не стал наступать дальше Кумуха. Во время послепобедного пребывания в Кумухе шаха к нему с шамхалом явился Айюб.
В 1735 году на фоне иранской экспансии Хаджи-Айюб вступил в российское подданство, дав присягу генералу Левашову. В этот период под властью кадия находилось 30 деревень.
В период второго дагестанского похода Надир-шаха в 1735 году тот, двигаясь из Губдена в Кумух, прошёл через Акушу. Акушинский кадий «вместе со знатью» изъявил покорность Надиру, как впоследствии оказалось, ведя двойную игру. Имеется также акушинское предание о шахе в Акуше: не ограничившись приёмом кадия в своём лагере, шах пожелал сам побывать в Акуша. Кадий ответил: «Тогда ты не вернешься обратно, акушинцы не оставят в живых ни тебя, ни меня, если подумают, что это я привёл шаха». Однако шах настоял на своём, и кадий провёл его, потребовав при этом, чтобы Надир-шах и его сопровождающие переоделись в одежду горцев. Будучи в Акуше, шах ударил своей саблей об опорный столб кадийского дома. Оставленная отметина служила доказательством и напоминанием, что шах Ирана был здесь.
После этого кадий вышел из повиновения, открыто перешёл на сторону Сурхая и послал ему войско. Надир-шах после оказанного сопротивления разорил даргинские селения за это. В результате на следующий день кадий, явившись к шаху, капитулировал. Шах его помиловал, а пленных освободил.
В третьем походе шаха в августе 1741 года Акуша так же подверглась жестокой атаке. После падения Дженгутайского владения и осады Акуши Хасбулат принудил к покорности кадия и сам участвовал в разгроме акушинского ополчения, за это он был удостоен особой похвалы от Надира.
Как писал русский военный историк Василий Потто, «Надир-шах стоял перед ними. Тогда, в кровавой битве под Иран-Хараба, что значит “Гибель Персии”, акушинский народ нанес ему страшное поражение. Бегство персов было так поспешно, что шах потерял на поле сражения корону и драгоценное седло». «Акушинцы после этой блестящей победы слыли в горах непобедимыми и, как сильнейший народ, привыкли с давних пор вмешиваться в посторонние распри и играть в событиях первенствующую роль».
В 1742 году, когда Надир был уже обессилен после Андалальского сражения, шах обратился к кадию Акуши с предложением вместе выступить против России. Однако Хаджи-Айюб сказал акушинским старейшинам, что «шах хочет идти на русских и подговаривает с собою их, на что де по совету тех старшин писал он (кадий) и шаху в такой силе: ежели он пойдёт на русских, то они, совокупясь с русскими, пойдут на него, а ежели на них, то русские с ними потому ж пойдут».

Дагестанский биограф Назир ад-Дургели писал:
Ал-Кади ал-Хаджж Аййуб ал-Акуши — достойный ученый, он скончался в пятницу, на заре в (месяце) джумада ал-ахира 1171 г. (октябрь–ноябрь 1757 г.).
В одной арабоязычной хронике указано, что Айуб — кади ал-Акуши умер в раджабе 1171 года хиджры (март—апрель 1758 г.). Согласно хронографу арабиста из Мекеги, Айюб-кадий из Акуши умер в 1181 году хиджры (1766—1767 год).

## Богословская деятельность
Как пишет профессор Хизри Ильясов, «это был просвещённый человек, духовный наставник Уцмия Ахмед-хана, который благословил последнего на войну. Шейх Айюб имел влияние не только на даргинцев, но и на всех мусульман. Так, его мюридом был и Хасбулат-шамхал».
Опубликовано одно из писем Айюба к Хасбулату и ответ того. В нём шейх призывает шамхала войти в коалиционную армию Сурхая и уцмия Ахмед-хана против иранских завоевателей. Шамхал, не решившись выступить в открытую, тайно снабжает в поход Ильдара Казанищенского. Хасбулат вёл двойную игру. Ильдар так же являлся мюридом Айюба.
В рукописном фонде ИИАЭ есть рукопись сочинения Дауда Усишинского, которая была переписана в 1733–34 года Йакубом Усишинским в медресе Хаджи Айюба.